# Luigi Moretti
Luigi Moretti (ur. 7 lutego 1949 w Cittareale) – włoski duchowny katolicki, arcybiskup Salerno-Campagna-Acerno w latach 2010–2019.

## Życiorys
Święcenia kapłańskie otrzymał 30 listopada 1974 z rąk kard. Ugo Polettiego. 

## Episkopat
3 lipca 1998 papież Jan Paweł II mianował go biskupem pomocniczym archidiecezji rzymskiej, ze stolicą tytularną Mopta. Sakry biskupiej udzielił mu 12 września 1998 ówczesny wikariusz generalny diecezji rzymskiej - kardynał Camillo Ruini.
17 października 2003 został wiceregentem Wikariatu Rzymskiego, zastępując na tym stanowisku abp Cesare Nosiglia.
10 czerwca 2010 został arcybiskupem metropolitą Salerno-Campagna-Acerno. 
4 maja 2019 papież przyjął jego rezygnację z pełnionego urzędu.